# 8877 Rentaro
8877 Rentaro è un asteroide della fascia principale. Scoperto nel 1993, presenta un'orbita caratterizzata da un semiasse maggiore pari a 2,7668181 UA e da un'eccentricità di 0,0911265, inclinata di 2,58165° rispetto all'eclittica.